# Itaú (Rio Grande do Norte)
Itaú é um município brasileiro do estado do Rio Grande do Norte. Sua área territorial é de 133 km².
"Itaú" é um nome derivado da língua tupi, significando "rio das pedras", por meio da junção dos termos itá ("pedra") e 'y ("rio").[carece de fontes?]

## Geografia
De acordo com a divisão do Instituto Brasileiro de Geografia e Estatística (IBGE) vigente desde 2017, Itaú pertence às regiões geográficas intermediária e imediata de Mossoró. Até então, com a vigência das divisões em microrregiões e mesorregiões, o município fazia parte da microrregião de Pau dos Ferros, dentro da mesorregião do Oeste Potiguar. A área territorial é de 133,031 km² (0,2519% da superfície estadual), 1,6662 km² destes em área urbana.. Itaú dista 360 quilômetros (km) de Natal, capital estadual, e 2 137 km de Brasília, capital federal. Limita-se a norte com os municípios de Apodi e Severiano Melo, a sul com Taboleiro Grande e Riacho da Cruz, a leste Apodi novamente e, a oeste, Rodolfo Fernandes, Severiano Melo e Taboleiro Grande.
Inserido totalmente na bacia hidrográfica do Rio Apodi-Mossoró, Itaú apresenta um relevo ondulado, com altitudes entre 100 e 200 metros, e inserido na Depressão Sertaneja, uma área de transição entre o Planalto da Borborema e a Chapada do Apodi. Itaú está situado em área de abrangência de rochas metamórficas que compõem o embasamento cristalino, oriundas do período Pré-Cambriano médio, com idade entre um bilhão e 2,5 bilhões de anos. O tipo de solo predominante é o litossolo (antes denominado de solo litólico), com textura formada principalmente por areia, além de pedregoso e pouco profundo, porém bastante drenado e altamente fértil. Por ser pouco desenvolvido, é coberto por uma vegetação de pequeno porte, a caatinga, que tem como característica principal a perda de folhas durante a estação seca.
O clima é quente e semiárido, com chuvas concentradas no primeiro semestre do ano e índice pluviométrico em torno de 730 mm/ano e temperaturas elevadas, que em dias muito quentes atinge 37 °C ou mais. Segundo dados da Empresa de Pesquisa Agropecuária do Rio Grande do Norte (EMPARN), referentes ao período de 1921 a 1930 e a partir de 1963, o maior acumulado de chuva em 24 horas registrado em Itaú atingiu 200 mm em 20 de abril de 2013, seguido por 160 mm em 29 de abril de 2021, 150,3 mm em 5 de maio de 1975 e 150 mm em 22 de abril de 2020.
| Dados climatológicos para Itaú                                                                  | Dados climatológicos para Itaú | Dados climatológicos para Itaú | Dados climatológicos para Itaú | Dados climatológicos para Itaú | Dados climatológicos para Itaú | Dados climatológicos para Itaú | Dados climatológicos para Itaú | Dados climatológicos para Itaú | Dados climatológicos para Itaú | Dados climatológicos para Itaú | Dados climatológicos para Itaú | Dados climatológicos para Itaú | Dados climatológicos para Itaú |
| Mês                                                                                             | Jan                            | Fev                            | Mar                            | Abr                            | Mai                            | Jun                            | Jul                            | Ago                            | Set                            | Out                            | Nov                            | Dez                            | Ano                            |
| ----------------------------------------------------------------------------------------------- | ------------------------------ | ------------------------------ | ------------------------------ | ------------------------------ | ------------------------------ | ------------------------------ | ------------------------------ | ------------------------------ | ------------------------------ | ------------------------------ | ------------------------------ | ------------------------------ | ------------------------------ |
| Temperatura máxima recorde (°C)                                                                 | 38,5                           | 38,4                           | 35,9                           | 34,5                           | 32,8                           | 34,5                           | 37,3                           | 36,7                           | 37,9                           | 38,9                           | 38,7                           | 38,6                           | 38,9                           |
| Temperatura mínima recorde (°C)                                                                 | 20,7                           | 22,1                           | 20,1                           | 22,3                           | 21,1                           | 20,7                           | 20,5                           | 20                             | 21,5                           | 20,5                           | 22,9                           | 22,3                           | 20,7                           |
| Precipitação (mm)                                                                               | 71                             | 102                            | 186,1                          | 179,3                          | 91,1                           | 46,5                           | 21                             | 6                              | 1,7                            | 3                              | 5,5                            | 18,1                           | 731,3                          |
| Fonte: EMPARN (recordes de temperatura: 28/07/2020-presente; médias de precipitação: 1921-2020) |                                |                                |                                |                                |                                |                                |                                |                                |                                |                                |                                |                                |                                |

## Demografia
A população de Itaú no censo demográfico de 2010 era de 5 564 habitantes, sendo o 107° município em população do Rio Grande do Norte e o 4 069° do Brasil, apresentando uma densidade demográfica de 41,83 hab./km². De acordo com este mesmo censo, 86,07% dos habitantes viviam na zona urbana e 13,93% na zona rural. Ao mesmo tempo, 50,74% da população eram do sexo feminino e 49,26% do sexo masculino, tendo uma razão de sexo aproximada de 97 homens para cada mil mulheres. Quanto à faixa etária, 67,83% da população tinham entre 15 e 64 anos, 23,22% menos de quinze anos e 8,95% 65 anos ou mais.
Conforme pesquisa de autodeclaração do mesmo censo, 49,7% dos habitantes eram brancos, 45,7% pardos, 3,12% pretos e 1,48% amarelos. Todos os habitantes eram brasileiros natos (53,86% naturais do município), dos quais 98,54% naturais do Nordeste, 1,01% do Sudeste, 0,33% do Centro-Oeste e 0,05% do Sul, além de 0,07% sem especificação. Dentre os naturais de outras unidades da federação, o Ceará tinha o maior percentual de residentes (5,03%), seguido pela Paraíba (1,56%) e por São Paulo (0,83%).

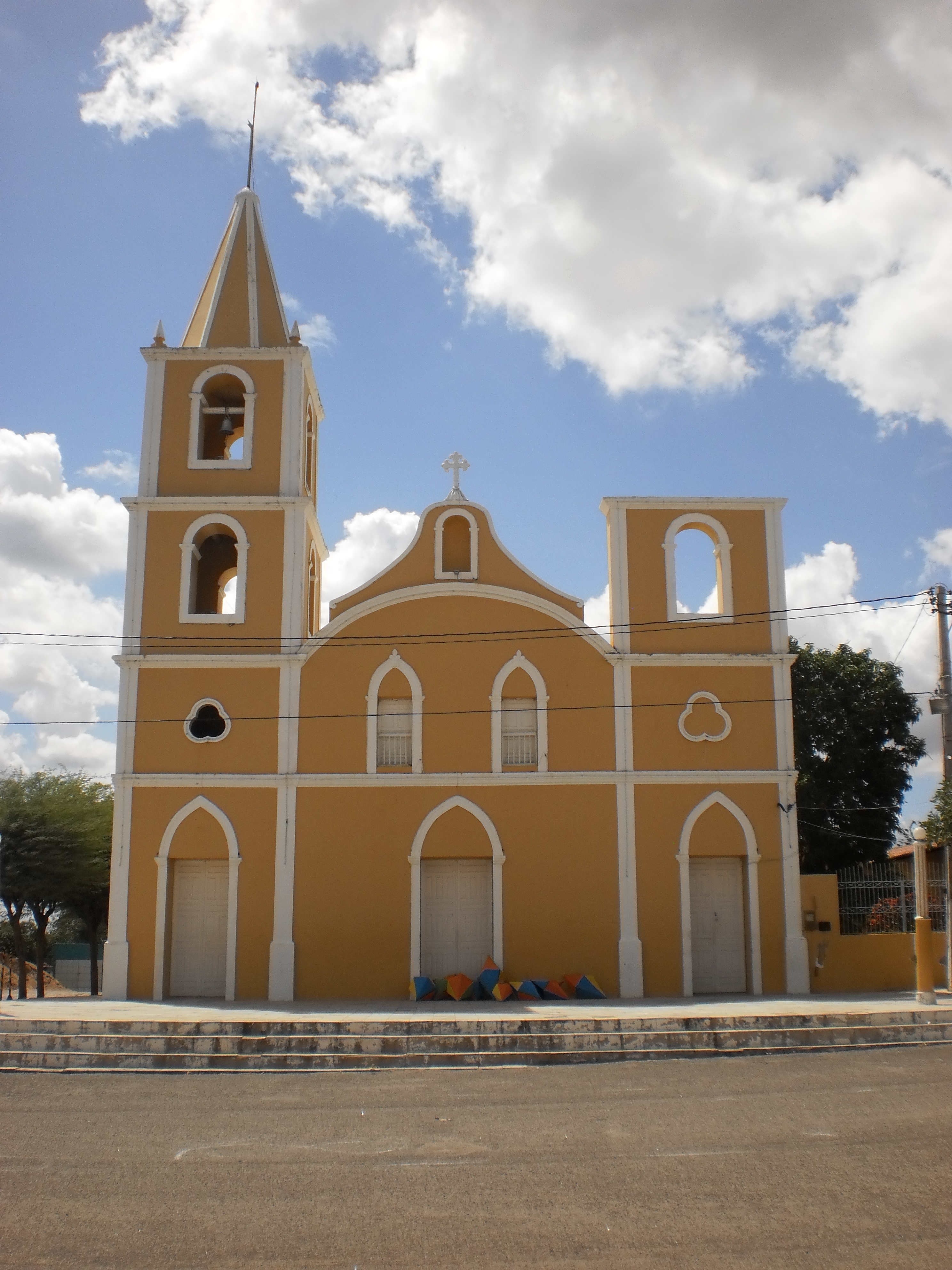
Igreja Matriz de Nossa Senhora das Dores

Ainda segundo o mesmo censo, a população de Itaú era formada por católicos apostólicos romanos (79,78%), protestantes (15,2%), testemunhas de Jeová (0,11%), católicos ortodoxos (0,06%), espíritas (0,05%) e ainda esotéricos (0,03%). Outros 4,73% não tinham religião e 0,06% seguiam outras denominações. Vinculado à Diocese de Mossoró, Itaú possui como padroeira Nossa Senhora das Dores, cuja paróquia foi criada em 15 de setembro de 2006 e abrange os municípios de Itaú, Rodolfo Fernandes e Severiano Melo. Existem também alguns credos protestantes ou reformados, sendo eles: Assembleia de Deus, Congregação Cristã do Brasil, Deus é Amor, Igreja Congregacional, Igreja Adventista do Sétimo Dia, Igreja Presbiteriana e Igreja Universal do Reino de Deus.
O Índice de Desenvolvimento Humano (IDH-M) do município é considerado médio, de acordo com dados do Programa das Nações Unidas para o Desenvolvimento (PNUD). Segundo dados do relatório de 2010, divulgados em 2013, seu valor era 0,614, estando na 67ª posição a nível estadual e na 3 820ª colocação a nível nacional. Considerando-se apenas o índice de longevidade, seu valor é 0,727, o valor do índice de renda é 0,588 e o de educação 0,542. No período de 2000 a 2010, a proporção de pessoas com renda domiciliar per capita de até R$ 140 caiu 43,2%, ao passo que o índice de Gini, que mede a desigualdade social, caiu de 0,553 para 0,488. Em 2010, 68,25% da população viviam acima da linha de pobreza, 16,76% entre as linhas de indigência e de pobreza e 14,99% abaixo da linha de indigência. No mesmo ano, os 20% mais ricos eram responsáveis por 52,85% do rendimento total municipal, valor pouco mais de mais de quinze vezes superior ao dos 20% mais pobres, de apenas 3,42%.

## Política
A administração municipal se dá pelos poderes executivo e legislativo, sendo o primeiro representado pelo prefeito e seu secretariado, e o segundo pela câmara municipal, formada por nove vereadores eleitos por meio do sistema proporcional para legislaturas de quatro anos. Cabe à casa elaborar e votar leis fundamentais à administração e ao executivo, especialmente o orçamento municipal (conhecido como Lei de Diretrizes Orçamentárias).
O atual prefeito de Itaú é Francisco André Regis Júnior e o vice Paulo Fernandes Maia, ambos do Progressistas (PP), eleitos em novembro de 2020 com 52,03% dos votos válidos e empossados em 1° de janeiro de 2021. O município se rege por sua lei orgânica, promulgada em 1990, e é um dos termos da comarca de Apodi, do poder judiciário estadual. Itaú pertence à 35ª zona eleitoral do Rio Grande do Norte e possuía, em dezembro de 2020, 4 895 eleitores, de acordo com o Tribunal Superior Eleitoral (TSE), o que representa 0,208% do eleitorado estadual.